# العلاقات الكوستاريكية الليتوانية
العلاقات الكوستاريكية الليتوانية هي العلاقات الثنائية التي تجمع بين كوستاريكا وليتوانيا.

## مقارنة بين البلدين
هذه مقارنة عامة ومرجعية للدولتين:
| وجه المقارنة                                              | كوستاريكا                                 | ليتوانيا                                                    |
| --------------------------------------------------------- | ----------------------------------------- | ----------------------------------------------------------- |
| المساحة (كم2)                                             | 51.10 ألف                                 | 65.30 ألف                                                   |
| عدد السكان (نسمة)                                         | 4.91 مليون                                | 2.79 مليون                                                  |
| الكثافة السكانية (ن./كم²)                                 | 96.09                                     | 42.73                                                       |
| العاصمة                                                   | سان خوسيه                                 | فيلنيوس، كاوناس                                             |
| اللغة الرسمية                                             | اللغة الإسبانية                           | اللغة الليتوانية                                            |
| العملة                                                    | كولون كوستاريكي                           | ليتاس ليتواني، يورو                                         |
| الناتج المحلي الإجمالي (بليون دولار)                      | 57.06 مليار                               | 47.17 مليار                                                 |
| الناتج المحلي الإجمالي (تعادل القوة الشرائية) بليون دولار | 74.98 مليار                               | 84.06 مليار                                                 |
| الناتج المحلي الإجمالي الاسمي للفرد دولار أمريكي          | 11.26 ألف                                 | 14.15 ألف                                                   |
| الناتج المحلي الإجمالي للفرد دولار أمريكي                 | 14.92 ألف                                 | 27.69 ألف                                                   |
| مؤشر التنمية البشرية                                      | 0.766                                     | 0.839                                                       |
| رمز المكالمات الدولي                                      | +506                                      | +370                                                        |
| رمز الإنترنت                                              | .cr، قائمة نطاقات المستوى الأعلى للإنترنت | .lt                                                         |
| المنطقة الزمنية                                           | 00                                        | ت ع م+02:00، ت ع م+03:00، أوروبا/فيلنيوس ‏، توقيت شرق أوروبا |

## منظمات دولية مشتركة
يشترك البلدان في عضوية مجموعة من المنظمات الدولية، منها:
| علم المنظمة | اسم المنظمة                               | تاريخ انضمام كوستاريكا | تاريخ انضمام ليتوانيا |
| ----------- | ----------------------------------------- | ---------------------- | --------------------- |
|             | منظمة التجارة العالمية                    | ?                      | ?                     |
|             | الاتحاد الدولي للاتصالات                  | 13 سبتمبر 1932         | 1 يوليو 1923          |
|             | المركز الدولي لتسوية المنازعات الاستشارية | 27 مايو 1993           | 5 أغسطس 1992          |
|             | مؤسسة التنمية الدولية                     | 30 يونيو 1961          | 23 سبتمبر 2011        |
|             | منظمة حظر الأسلحة الكيميائية              | ?                      | ?                     |
|             | يونسكو                                    | 19 مايو 1950           | 7 أكتوبر 1991         |
|             | الأمم المتحدة                             | 2 نوفمبر 1945          | 17 سبتمبر 1991        |
|             | وكالة ضمان الاستثمار متعدد الأطراف        | 8 فبراير 1994          | 8 يونيو 1993          |
|             | البنك الدولي للإنشاء والتعمير             | 8 يناير 1946           | 6 يوليو 1992          |
|             | الاتحاد البريدي العالمي                   | ?                      | ?                     |
|             | مؤسسة التمويل الدولية                     | 20 يوليو 1956          | 15 يناير 1993         |
|             | منظمة الشرطة الجنائية الدولية             | ?                      | ?                     |

## وصلات خارجية
- موقع وزارة الخارجية الكوستاريكية
- موقع وزارة الخارجية الليتوانية